# Riems
Isla Riems (en alemán: Insel Riems) es el nombre de una isla que se encuentra en el suroeste de la bahía de Greifswald en Alemania entre el continente y la isla de Rügen, en el mar Báltico. Riems pertenece administrativamente al distrito urbano de la ciudad hanseática de Stralsund, pero es un exclave. Riemserort, otro distrito, pertenece a la isla de Riems. 
La isla de Riems mide de oeste a este unos 1250 metros, de norte a sur, y en su punto más ancho, es de unos 300 metros.